# Tetricus I.

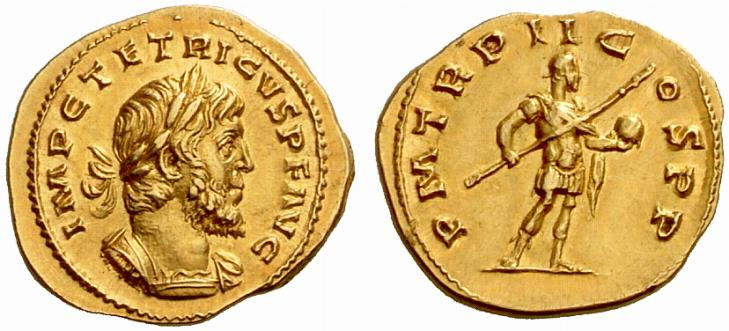
Aureus des Tetricus I.

Tetricus I., eigentlich Gaius Pius Esuvius Tetricus, war von 271 bis 274 der letzte Kaiser des gallischen Sonderreiches (Imperium Galliarum), dessen Thron er nach der Ermordung des Victorinus bestieg. 

## Leben
Tetricus I. stammte aus einer adligen Familie und hielt den Rang eines praeses provinciae Aquitaniae, als Victorinus Anfang 271 in Köln ermordet wurde. Victorinus’ Mutter Victoria bestach das Heer, damit die Soldaten Tetricus I. zum Kaiser ausriefen, obwohl dieser sich zu diesem Zeitpunkt gar nicht am Rhein befand. In der Nähe von Burdigalia (Bordeaux) nahm Tetricus I. die Kaiserwürde an, seine Herrschaft wurde in Gallien und Britannien anerkannt. Der zwischenzeitlich zum Kaiser erhobene Domitianus konnte sich nicht durchsetzen. Nach seiner Ernennung schlug Tetricus mehrfach germanische Stämme zurück, die die Verwirrung, die auf Victorinus’ Tod folgte, zu Einfällen in das Reichsgebiet nutzen wollten.
Tetricus I. richtete seine Hauptstadt in Augusta Treverorum (Trier) ein und ernannte dort im Frühjahr/Frühsommer 273 seinen Sohn Tetricus II. zum Caesar. Er unternahm offenbar nur geringe Anstrengungen, das Territorium des gallischen Sonderreiches über Gallien und Britannien hinaus auszudehnen. Es gelang ihm jedoch, den Südwesten Aquitaniens und die westliche Narbonensis erneut unter seine Herrschaft zu bringen, zwei Regionen, die seit der Regierungszeit des Claudius Gothicus wieder unter der Kontrolle Roms gestanden hatten.
Nachdem er im Osten überaus erfolgreich gewesen war, marschierte der legitime Kaiser Aurelian 273 Richtung Westen, um auch Gallien wieder für das Reich zurückzuerobern. Beide Tetrici zogen daraufhin mit ihrer Armee vom Rhein nach Süden, um sich Aurelian dort in den Weg zu stellen, der auf dem Weg nach Nordgallien war. Die Entscheidungsschlacht fand im Februar oder März 274 in der Nähe von Châlons-en-Champagne statt. Es bleibt unklar, ob Tetricus und sein Sohn kapitulieren mussten oder zu Aurelian überliefen. Ihr Heer aber wurde vernichtend geschlagen und das Ende des gallischen Sonderreiches war damit endgültig besiegelt.
Beide Tetrici wurden zwar in Aurelians Triumphzug in Rom der Menge vorgeführt, ihr Leben aber vom Sieger geschont. Aurelian soll Tetricus I. später sogar den Titel eines corrector Lucaniae verliehen und seinen Sohn Tetricus II. in den Senatorenstand erhoben haben.